# Hieronim Bużeński (zm. 1603)
Hieronim Bużeński herbu Poraj (zm. w 1603 roku) – kasztelan sieradzki w latach 1588–1603, starosta warcki.
Studiował w 1572 roku w Lipsku.
Poseł województwa sieradzkiego na sejm 1576/1577 roku i sejm 1585 roku.
Był wyznawcą kalwinizmu, potem przeszedł na katolicyzm.